# جيمس فنتون (أستاذ جامعي)
جيمس فنتون (بالإنجليزية: James Fenton)‏ هو مؤلف وصحفي وكاتب ومراسل وشاعر بريطاني، ولد في 25 أبريل 1949 في لنكولن في المملكة المتحدة.

## وصلات خارجية
- الموقع الرسمي
- جيمس فنتون على موقع الموسوعة البريطانية (الإنجليزية)
- جيمس فنتون على موقع قاعدة بيانات برودواي على الإنترنت (الإنجليزية)